# Rhodopina assamensis
Rhodopina assamensis är en skalbaggsart som beskrevs av Stefan von Breuning 1966. Rhodopina assamensis ingår i släktet Rhodopina och familjen långhorningar. Inga underarter finns listade i Catalogue of Life.